# 長福寺 (東京都府中市)
長福寺（ちょうふくじ）は、東京都府中市にある時宗の寺院。

## 歴史
創建年代は不明であるが、寺伝によれば一遍によって開山された。当初は「勝福寺」と称していた。その後真教上人によって寺基が定まった。また境内から「嘉元四年（1306年）」の板碑が出土している。これらの根拠から、鎌倉時代後期頃までには既に存在していたものと推測される。
かつての境内は現在よりもはるかに広く、東西110間（約200メートル）、南北100間（約182メートル）もあったと伝えられる。

## 文化財
- 長福寺出土の板碑群（府中市指定有形文化財 平成8年4月8日指定）[3]

## 交通アクセス
- 府中本町駅より徒歩11分。